# Studio 123
Studio 123 is een Belgisch mediabedrijf uit Vilvoorde. Studio 123 produceert eigen programma's en levert ook materiaal in onderaanneming. Studio 123 werkt mee aan televisie- en radioprogramma's van onder andere JIM, VTM, Radio 2 en Canvas. Voorts draait Studio 123 bedrijfsfilms en werkt het concepten voor bedrijfsevenementen uit.
Studio 123 werd in 1997 opgericht door regisseur Joachim De Munck, en was van in het begin nauw betrokken bij de jongerenzender JIM.

## Programma's waar Studio 123 aan meewerkte
- Spam - Canvas (2007 - ?)
- VTM kerst - VTM (2006 & 2007)
- De rechtvaardige rechters - Canvas (2001-2007)
- De Raadkamer - Radio 2 (? - 2008)
- Tragger Hippy - KANAALTWEE (? - 2006)
- InteracTVty - JIM (2001-2002)
- The J-files - JIM (2002-2003
- Videodinges - VTM (2004)
- Rode Loper - VRT (2006)
- VTM VIPS - VTM (2006)
- Rode Loper - VRT (2006)
- Groene Vingers - VITAYA (2007)
- Uninvited - JIM (2007)

## Bedrijfsevenementen waar Studio 123 aan meewerkte
- Het Open Boek Examen - Truvo (2006 & 2007)
- Urban Golf BBQ - Scripta (2007)